# Guevara (banda)
Guevara es un grupo musical español de pop originario de Barcelona, liderado por Lidia Guevara y que ha publicado tres discos, dos de ellos con la financiación de sus fanes gracias al micromecenazgo.
Salió a la luz su primer disco Memoria de elefante gracias a la colaboración de sus seguidores, y con éste consiguió el premio ARC como artista revelación en 2012 y el premio Número 1 de Cadena 100. También fue seleccionada para la gira GPS (Girando por Salas) del Ministerio de Cultura.
En febrero de 2012, Lidia perdió a su hermano Gabriel a causa de cáncer, y en cumplimiento de una promesa dedicó su segundo trabajo Héroe del universo como un homenaje a la figura de su hermano, su "héroe". Resultando así un disco mucho más personal e íntimo, se negó a publicarlo con cualquier discográfica que la obligara a matizar sus canciones, así que recurrió por segunda vez al micromecenazgo y en enero de 2014 consiguió los 15.000 euros necesarios para publicarlo.
De esta manera, el disco se presentó en directo el 12 de abril de 2014 en la Sala Luz de Gas de Barcelona.
El 18 de abril se lanza "Pastillas", el primer sencillo de su tercer trabajo discográfico.
Su tercer disco, "Ahora sí", se publicó el 5 de mayo de 2016.

## Discografía
- Memoria de elefante (2011).
- Héroe del universo (2014).
- Ahora sí (2016).